# Cogeneració
La cogeneració consisteix en la producció combinada de calor i electricitat. Procediment mitjançant el qual s'obtenen simultàniament energia elèctrica i energia tèrmica útil (vapor, aigua calenta, aire calent) a partir d'una font d'energia primària. També es pot definir com la producció conjunta, en procés seqüencial, d'energia elèctrica o mecànica i d'energia tèrmica útil (en forma d'aigua calenta, vapor, etc.), a partir d'una mateixa font primària.
El gran avantatge de la cogeneració és l'eficiència energètica que es pot obtenir del combustible primari utilitzat, a diferència de les opcions convencionals de generació d'energia tèrmica i elèctrica per separat. Per exemple, al generar electricitat amb un motor generador o una turbina, l'aprofitament energètic del combustible és del 25 – 40%, en canvi generant electricitat amb un sistema de cogeneració augmentem el rendiment global de la màquina aprofitant l'energia tèrmica dissipada pel motor.

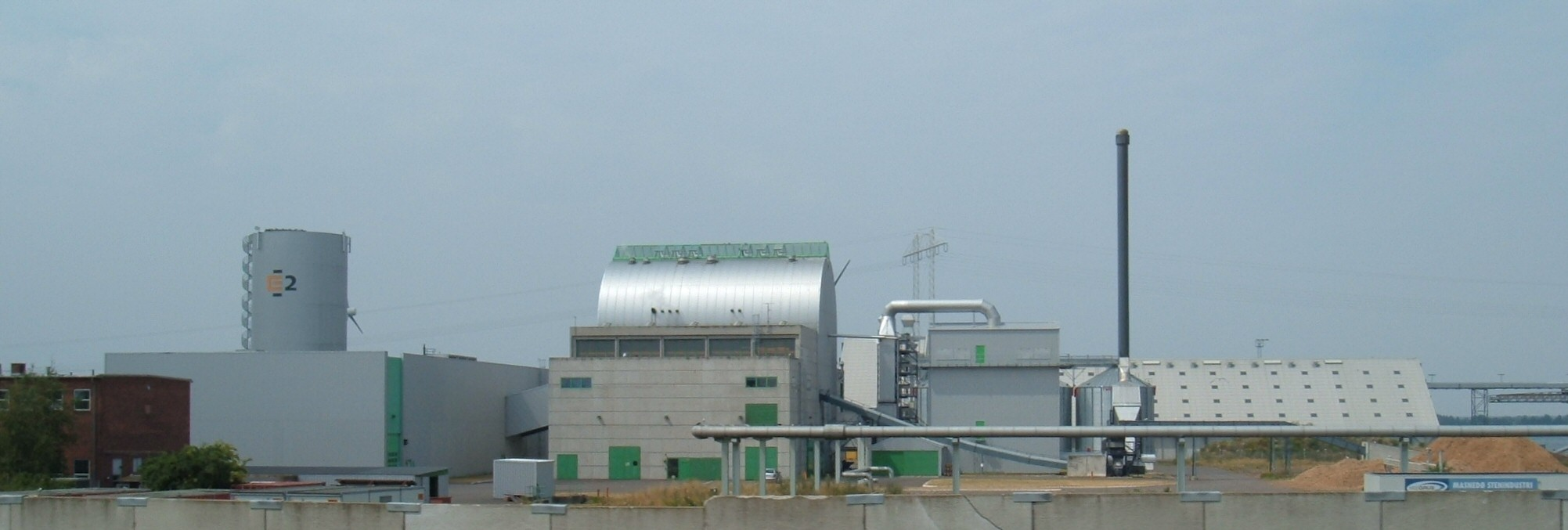
Una planta de cogeneració a Dinamarca que utilitza la palla com a combustible per produir energia i alhora escalfar els hivernacles del costat.

Es defineix la cogeneració com la producció simultània d'energia elèctrica o mecànica i d'energia tèrmica útil, a partir de la mateixa font primària (en anglès anomenat també EUA Combination Plants o Inplant generation.
L'aprofitament de l'energia tèrmica és el que fa possible un rendiment global molt alt en la utilització de l'energia primària. En l'esquema de la figura següent es compara el consum d'energia d'un sistema convencional en el que l'electricitat és importada de la xarxa de la companyia elèctrica i es genera l'energia tèrmica necessària (vapor, aigua calenta, etc.) en una caldera, mentre que en l'altre esquema, aquesta s'obté mitjançant un sistema de cogeneració.

## Història

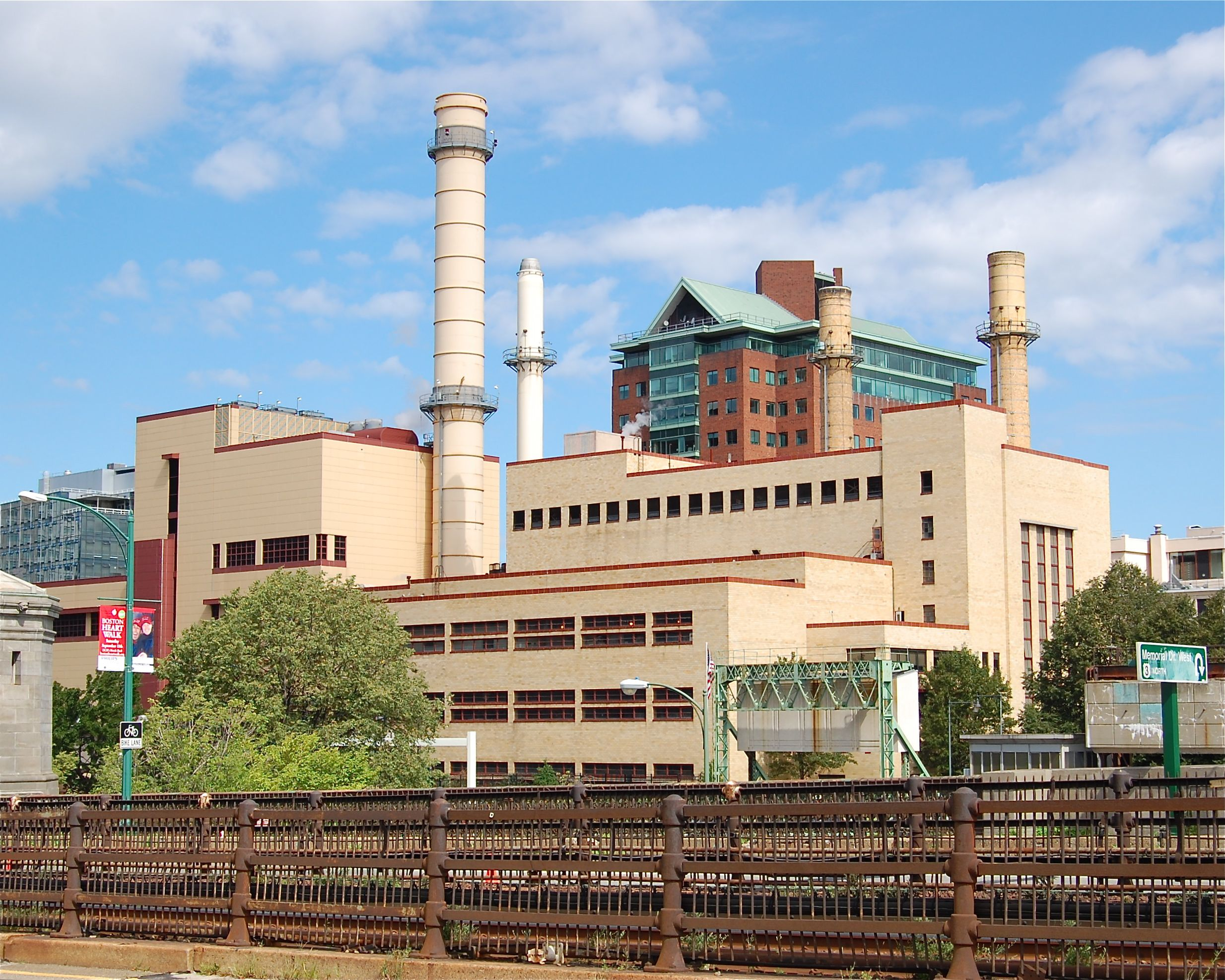
Planta de cogeneració a Massachusetts.

La cogeneració, tal com la coneixem avui en dia, es va iniciar a Europa a finals del segle xix.
La necessitat de les empreses de produir la seva pròpia electricitat sorgeix de les grans quantitats d'energia que aquestes requerien, així com la poca fiabilitat de les xarxes de distribució per oferir un subministrament continu. Cap a l'any 1900, la cogeneració subministrava quasi la meitat de l'energia elèctrica produïda als EUA. Factors com la construcció de centrals tèrmiques, l'ampliació i millora de les xarxes de subministrament i la disminució dels preus de l'electricitat van provocar una davallada en la importància de la cogeneració, de manera que, als voltants de 1970 la seva participació en la producció d'energia elèctrica dequeia fins al voltant del 4%. No és fins a la crisi energètica del 1973 que una norma anomenada PURPA (Public Utility Regulatory Policy Act)¹ estableix els principis bàsics per la compra de l'electricitat produïda pels cogeneradors, aconseguint així, el revifament dels projectes de cogeneració.

## Tipus de cogeneració

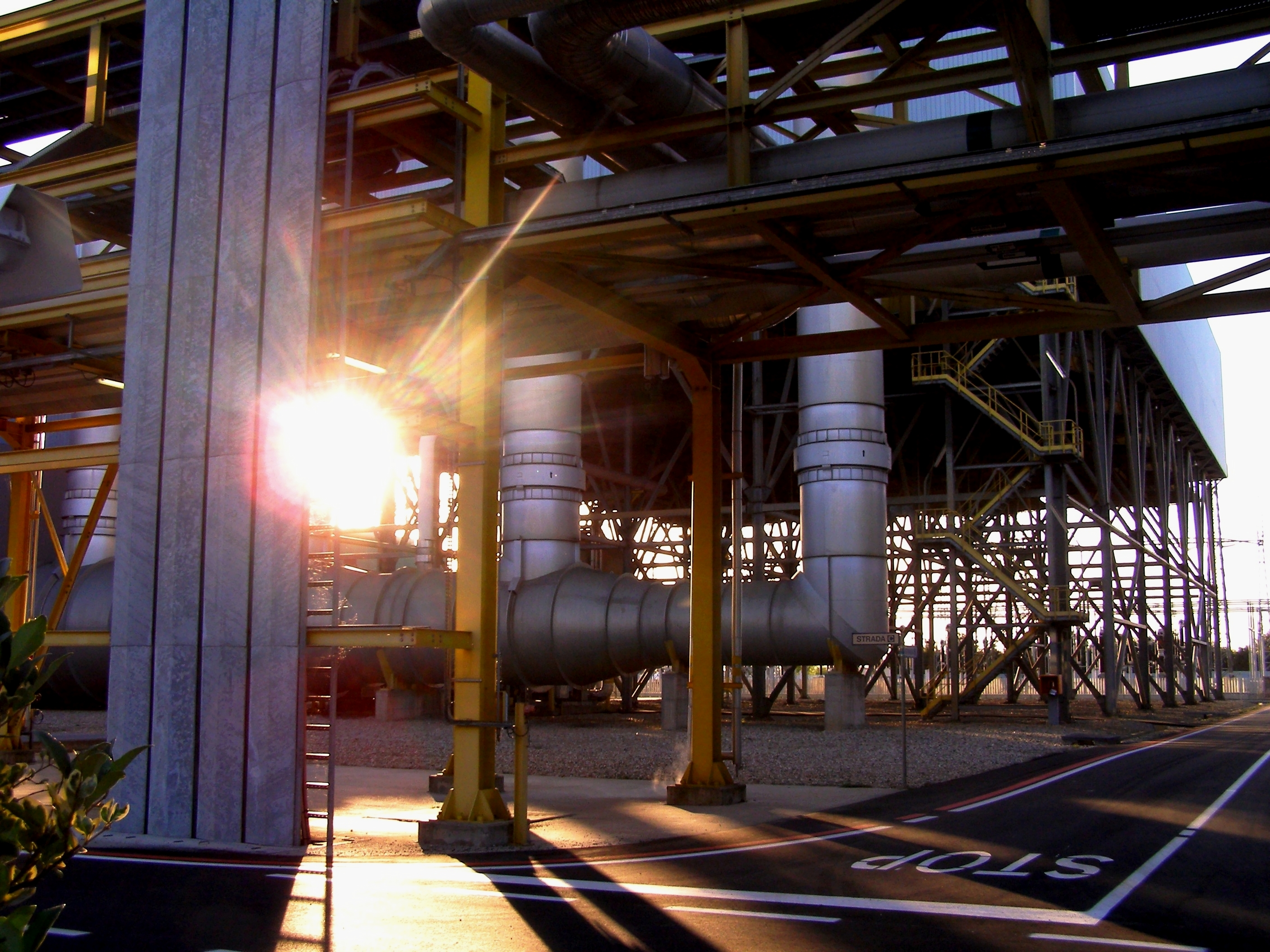
Planta de cogeneració de gas a Itàlia

### Turbina de vapor
Pel que fa a la cogeneració amb turbina de vapor, aquest tipus es caracteritza pel fet que l'energia mecànica es produeix a partir de l'expansió de vapor d'alta pressió dins la turbina. Els combustibles que s'utilitzen solen ser gas, fueloil, carbó o residus sòlids, entre d'altres. Per altra banda, en aquest cas es poden utilitzar dos tipus de turbines, els quals permeten l'extracció del vapor intermedi format, fent que es pugui aprofitar el vapor a menys pressió i obtenir un millor rendiment energètic.

### Turbina de gas
El segon tipus de cogeneració és amb turbina de gas. S'utilitza fuel com a combustible i després de la combustió, el gas format s'introdueix a la turbina. Aquí és on l'energia del gas passa a energia mecànica. El gas que es gasta actua també com a líquid intermedi i també per a produir vapor amb una caldera de recuperació. L'energia residual que s'obté d'aquest procés es pot reutilitzar posteriorment per la demanda de calor que aquest procés necessita. Aquest tipus de cogeneració s'utilitza en bombes, compressors, entre altres sistemes molt comuns. Cal destacar que aquest sistema té diferents avantatges, entre els quals cal destacar el fet que aquest té un gran ventall d'aplicacions i que té una gran fiabilitat. A més el gas que s'obté té un alt contingut en oxigen. Per contra, com a inconvenient cal destacar el fet que el fuel té limitacions i que aquest sistema té un període curt de vida.

### Cicle combinat
El tercer tipus seria la cogeneració amb cicle combinat, que consisteix en la unió dels sistemes de turbina de gas i turbina de baixa pressió. Els gasos produïts a la combustió s'utilitzen per a moure la turbina de gas. El gas es refreda en un intercanviador que en transmet l'energia tèrmica al vapor, que s'encarrega de moure l'altra turbina. Aquest sistema pot arribar a una eficiència energètica del 60% per a la producció elèctrica, i fins a un 85% per a la producció conjunta d'energia elèctrica i energia tèrmica.

### Motor alternatiu
El motor alternatiu té un gran rendiment elèctric però hi ha una gran dificultat en reutilitzar la calor que es produeix. Tot i això, aquesta calor produïda s'utilitza en la producció d'aigua calent i en la generació d'aire calent. Aquest tipus de cogeneració permet respondre gairebé instantàniament a les fluctuacions en la demanda de l'energia elèctrica sense que el consum del motor augmenti notablement. Això fa que es pugui treballar en continu. Aquest sistema també té diferents avantatges entre els quals cal destacar el fet que té un gran rendiment elèctric, tal com s'ha esmentat anteriorment, té un baix cost i un llarg període de vida. Per contra, els inconvenients que cal destacar són els alts costos de manteniment i que l'energia calorífica es dispersa en grans quantitats.

## Avantatges i inconvenients
Els principals avantatges de la cogeneració es poden anomenar en el llistat següent:
- Estalvi en el consum d'energia primària, sobretot en combustibles fòssils que s'utilitzen a les grans centrals de producció d'energia. Per una mateixa demanda d'energia final es pot arribar a necessitar una quantitat inferior de combustible.

Encara que els inconvenients de la cogeneració són pocs, també se'n presenten alguns que cal tractar:
- Les instal·lacions d'una planta de cogeneració requereixen una inversió econòmica important per l'empresa, que tarda bastants anys a amortitzar, sent el temps mitjà de vida útil al voltant de 20 anys.
- Aquestes instal·lacions requereixen manteniment, és a dir, costos addicionals, portant-lo a terme la mateixa empresa o empreses especialitzades.
- És necessària una normativa adequada per regular i/o resoldre possibles conflictes que es poden donar entre les relacions cogenerador-companyia elèctrica.

## Aplicacions
Les aplicacions dels motors i sistemes de cogeneració basats en motors de gas i dièsel són molt variades. Tot i això la seva implantació és relativament recent. Els principals sectors industrials que aprofiten aquest sistema són el químic, petroquímic, tèxtil, paperer, alimentari, ceràmic i de motors, entre d'altres.
La cogeneració també es pot aplicar en altres emplaçaments com:
- Grans companyies elèctriques.[4]
- Ajuntaments i institucions per al tractament d'aigües i producció de calor per al districte.[5]
- Indústries de servei.[6]

## La cogeneració a Espanya i a Europa
Tot i que a petita escala, la cogeneració ha estat sempre present en el panorama industrial espanyol. Al centre i al nord d'Espanya és on més s'utilitza la cogeneració. Encara que no s'està desenvolupant de forma massiva tot i la implantació d'un nou decret sobre la venda d'electricitat Concretament a Espanya la cogeneració representa una gran part de demanda de l'energia elèctrica.